# Каїка бурощокий
Ка́їка бурощокий (Pyrilia haematotis) — вид папугоподібних птахів родини папугових (Psittacidae). Мешкає в Мексиці, Центральній Америці і Колумбії.

## Опис
Довжина птаха становить 21 см, вага 165 г. Голова і шия коричневі, обличчя більш темне, особливо у самців, на скронях червоні плями. Решта тіла переважно зелена, груди мають оливковий відтінок. Махові пера сині, нижні покривні пера крил червоні, помітні в польоті, стернові пера мають червонуваті стрижні. Навколо очей кільця голої білої шкіри, дзьоб рожевуватий. Молоді птахи мають менш яскраве, блідіше забарвлення, червоні плями на скронях у них відсутні.

## Підвиди
Виділяють два підвиди:
- P. h. haematotis (Sclater, PL & Salvin, 1860) — від південно-східної Мексики до західної Панами;
- P. h. coccinicollaris (Lawrence, 1862) — східна Панама (на схід від Панамського каналу) і північно-західна Колумбія.

## Поширення і екологія
Бурощокі каїки мешкають в Мексиці, Гватемалі, Белізі, Гондурасі, Нікарагуа, Коста-Риці, Панамі і Колумбії. Вони живуть в кронах вологих рівнинних і гірських тропічних лісів. Зустрічаються парами або зграями до 15 птахів, на висоті до 1760 м над рівнем моря. Живляться насінням і плодами, зокрема фікусами. Гніздяться в дуплах дерев.